# 比利时经济
人口稠密的比利时是世界上工业最发达的地区之一，是19世纪初欧洲大陆最早进行工业革命的国家之一。比利时拥有完善的港口、运河、铁路以及公路等基础设施，为与邻国更紧密的经济整和创造条件。为欧盟的创始会员国之一，比利时十分期盼欧盟能整和整个欧洲的各个经济体。比利时1999年1月成为首批使用欧洲统一货币欧元的国家之一，原先的比利时法郎在2002年初被完全取代。
比利时经济十分倚赖国际贸易。全国GNP的大约三分之二来自出口，人均出口是德国的两倍，日本的五倍。比利时的出口优势来自于其重要的地理位置以及高度技术化、多语言以及高效率的劳动力。比利时主要进口食品、啤酒（与邻国德国一样是啤酒大国）、机械、钻石（未成品）、石油、化工材料、纺织品；主要出口汽车、食品(特別是高級朱古力)、钢铁、药品、钻石（成品）、纺织品等。
位于比利时北部的安特卫普为欧洲第二大港，同时也是世界上最大的钻石加工地，有钻石之都的称誉。